# Polygala arcuata
Polygala arcuata är en jungfrulinsväxtart som beskrevs av Bunzo Hayata. Polygala arcuata ingår i släktet jungfrulinssläktet, och familjen jungfrulinsväxter. Inga underarter finns listade i Catalogue of Life.